# 陶德曼调停
陶德曼调停指1937年10月至1938年1月，中国抗日战争初期，德国驻中华民国大使陶德曼的调停工作。陶德曼为和平解决中日之间的战争，曾于中日双方领导人，即国民政府军事委员会委员长蒋介石与日本首相近卫文磨之间进行调解。由於中日立場歧異，加上戰局轉變，調停未能成功。
抗战初期，国民政府内部的和战抉择颇为曲折，时有反复，国民政府曾一度打算接受陶德曼调停。至1938年1月13日，陶德曼转达日本政府要求：中国须于1月15日前作出答复。但中国政府未明确接受或拒绝。1938年1月14日的国防最高会议常务会中，仍未有确切结论，唯有汪精卫等人主和，蒋介石未出席。 1月16日, 蒋介石明确指示外交当局“对德大使明言, 如倭再提苛刻原则, 则拒绝其转达。”
同日，由于国民政府未接受日方条件, 发表第一次近卫声明，宣布“帝国政府今后不以国民政府为对手, 而期望真能与帝国合作的中国新政权的建立与发展, 并将与此新政权调整两国邦交, 协助 建设复兴的中国。”通过这一声明，日本政府主动结束了陶德曼的调停尝试。1月18日，国民政府发表宣言, 驳斥日本对华政策, 并且声明: “( 一) 中国政府虽始终极愿和平解决中日冲突, 但不能接受破坏中国领土主权与行政完整之条件。( 二) 一切在日军占领区域内之傀儡组织, 当然无效。”

## 背景

### 中德合作
1928年11月，德国上校马克斯·鲍尔携带一个由26人组成的军事顾问团抵达中国，开启了国民政府聘请德国军事顾问的先河。直至1938年，德国军事顾问在中国的活动持续了十年之久，期间有5位德军将领曾担任军事总顾问。尽管德国政府对外声明这些顾问的活动是私人性质，与政府无关，但无德国政府的默许，这样的中德军事合作难以实现。德国顾问成为了其远东政策的一个重要组成部分。随着远东局势的变化，德国与中国的军事和经济合作日益紧密，德国成为继日本之后第二个与中国建立大使级外交关系的国家，德国军事顾问团也扩大到了43人。这一时期，德国对中国和日本采取了所谓的“等距离外交”政策，但随着1935年德国将与中国的外交关系提升至大使级，中德之间的合作达到了空前的紧密程度。
1935年3月7日，中国驻德公使刘崇杰前往德国外交部询问关于德日秘密谈判的传闻，这些传闻让国民政府感到不安，同时影响了德国顾问在中国的地位和声誉。尽管国民政府对德日秘密交涉表示了担忧，但仍对德国顾问表示了充分的信任。1936年11月，德国计划向中国派遣现役军官，并按照德国模式在中国建立国防经济参谋部。然而，这个计划因为德日签订的防共协定而被阻止。得知防共协定签订后，程天放询问德国政府如何处理可能由日本政府提出的要求德国在华军事顾问提供中国军事情报的情况。德国国防部长柏龍白表示，德国政府会拒绝这种不合理的要求，因为情报交换仅限于共产党活动，不涉及第三国国防或内政事务。蒋介石对德国国防部的回应表示满意。

### 德日关系
一二八事变后，日本开始质疑德国军事顾问在华的角色，认为他们是中国军队能够抵抗日本的关键因素。尽管德国顾问受限于德国法律和政府命令，不得参与前线作战，日军轰炸在上海的同济大学，以表示对德国允许其军事顾问在华服务的报复。1935年，德国加强了与日本的关系，希特勒的外交问题特别顾问里宾特洛甫与日本驻德大使馆武官大岛浩经常会面，讨论签订防共协定的细节。1936年11月25日，德国与日本签订了《反共产国际协定》，该协定还附有一份补充议定书和一份秘密协定，规定两国结成共同反对苏联的军事同盟。日本从此取代中国，成为德国在远东最重要的合作伙伴。德国在东亚的政策立场引起内部不同声音。德国驻日大使狄克逊对于与日本的合作感到欣喜，而德国驻华大使陶德曼则表现出担忧。陶德曼指出，德国的东亚政策一直在德中和德日政策之间摇摆，缺乏一致性，这种立场的不确定性既可能亲近中国，也可能倾向于日本，但无论倾向哪一方，都可能引起另一方的不满。他指出当前的困境在于，德国一方面寻求与日本的友谊，另一方面也在支持日本的对手中国，这种矛盾的策略让德国在东亚的外交政策面临难题。

### 中苏关系
7月7日，中日战争爆发。在7月21日至28日的一周内，蒋介石先后会见了英国驻华大使许阁森、美国大使詹森、德国大使陶德曼、意大利大使柯莱、苏联大使波格莫洛夫和法国大使那齐雅等人，要求各国出面调停中日战争。但日方态度强硬，宣布不欢迎任何第三国的调停。7月26日，陶德曼对蒋介石表示，虽然德国愿意调停，但日本已声明不愿第三国干涉，因此调停不会收到成效。蒋介石指出，中日战争的继续发展必将导致中国在中苏关系上发生转变，以此来要挟德国出面调停。
这一谈话传回柏林后，德国政府不得不慎重考虑苏联插手的问题。7月28日，希特勒指示德国驻日大使狄克逊，要求他设法通过外交途径阻止日本把中日冲突升级为战争。由于害怕苏联恢复对华影响，德国的对日态度逐渐变得生硬。德国外交部要求狄克逊向日本政府表明，日本企图利用反共产国际协定来为其进犯中国找一个体面的借口是不合适的。德国认为“日本（对中国的）进犯违背反共产国际协定精神，妨碍中国稳定，促使共产主义在中国蔓延，并最终使中国投入苏联的怀抱”。同时表示拒绝终止对华军火输出，拒绝召回在华军事顾问。
8月13日，日本军队进攻上海，淞沪会战爆发。日本本企图速战速决，在击败中国军队后强迫对方订立城下之盟。但是日军在淞沪战役中直接面对中国最精锐的部队，即德械师和德训师，因此在战事中失利，迟迟不能攻占南京。淞沪会战的爆发使德国认识到中日战争不可能只是华北的局部冲突，而将是一场长期的战争，因此在对日立场上有所改变，在新闻报导中对日本采取偏袒态度。8月21日《中苏互不侵犯条约》的签订尤其使德国震惊，冲击了德国外交部中对中日战争采取中立态度的传统派势力。

## 各方立场

### 军火利益
8月23日，德国驻日本大使狄克逊向德国外交部提出调整远东政策的请求，理由主要有三点：首先，随着军事形势的变化和战场的扩大，德国难以继续保持中立，尤其是随着战火向华北扩散，德国顾问难免会被牵涉进来。随着战争的升级和损失的加剧，日本可能会相信外界关于德国顾问直接参与淞沪战役的谣传，并将德国视为替罪羊，认为德国的中立立场对日本不利。其次，为避免德日之间的冲突，德国政府召回在南京的顾问可能是最安全的策略，但这一行动势必会影响德中关系。狄克逊与德国驻华武官奥托一致建议，通过严格的条文限制德国军事顾问在华的活动，同时采取适当措施以安抚日本。第三，考虑到难以保持中立，德国可以考虑介入调停，但前提是中国必须首先向日本做出让步。德国在华顾问的重要任务之一是劝告蒋介石停止战争以避免全中国陷入血战，另一任务是协助调停行动。9月9日，经过与德国国防部的磋商后，德国外交部发表声明，明确指出德国没有向任何国家派遣过军事顾问团，只是有些国家聘请了少数私人军事顾问。然而，这一声明并未使日本满意。
1937年10月中旬，戈林和里宾特洛甫要求国防部终止向中国供应军火，并要求外交部采取鲜明的亲日立场。这一要求引起了国防部和外交部的强烈不满。德国一旦调整其东亚政策，就将在中国失去许多重要的经济利益，而日本方面却不能保证德国在华贸易的优势。在这样的考虑下，戈林又改变了立场，指示德国供应商可以继续向中国提供军火，但需由丹麦货船运送，并通过新加坡的一家英国公司中转。
1937年9月以后，中日战争的形势已经明朗化，这场战争不可能是一场短期的冲突，而必将成为一场长期的、耗费巨大的战争。经过多次反复，德国在中日战争的立场问题上逐渐采取了现实主义的态度。一方面，纳粹党中的亲日派不希望日本的实力消耗在中国战场上；另一方面，德国军政界和工业界的保守派势力也不希望日本完全占领中国、垄断中国市场和战略原料。因此德国在1937年10月初表示，希望中日双方通过谈判尽快停战。此时日本也出台了《处理支那事变纲要》，表示愿意促使中国重新考虑中日关系问题，结束事变，恢复邦交。在这种情况下，德国驻华大使陶德曼展开了调停工作。

### 偏向日本
关于在陶德曼调停中德国的立场，并非如德外交部给德驻华大使馆电（文件第510）所要求那样，让陶德曼在调停时候做到“至少就目前而说，我们并不想超出一个递信员的地位。”实际上，在调停中德国是倾向日方的，尽力推动中方接受日方的条件。
11月3日，狄克逊给德外交部电（文件第514号）：“我们现在似可对南京施加压力，使它接受这些条件。请考虑可否令军事顾问们在向蒋介石报告战局时鼓吹和平谈判。”11月8号，狄克逊给德外交部电（文件第520号）：“我认为只要可行的话，就必须使用他们（德国军事顾问）向委员长严重地陈述战事延续对于中国的后果，以促使他考虑和平。”11月9日，陶德曼给德外交部电（文件第521号）：“应我的请求，福根霍逊向蒋介石、他的妻子、财政部长孔祥熙和白崇禧将军指出战局的严重。他要孔祥熙注意，如果战事拖延下去，中国的经济崩溃，共产主义就会在中国发生。”11月26日，陶德曼主动向孔祥熙表示，德国愿意继续负责调停中日冲突。此后，他又接连拜访了孔祥熙和外交部长王宠惠，大肆游说中国官员。陶德曼一再声称：“日本人的条件并不苛刻，伟大元首希特勒也希望中国考虑同日本议和。”11月29日，蒋介石雇用的德国军事总顾问法肯豪森利用其特殊身份，对孔祥熙说：“从军事角度看，妥协总比无限制地拖延战争好。”12月1日，德国外交部长牛拉特与中国驻德大使程天放谈话：“为中国的利益着想，不要不加考虑便拒绝日本的和平建议，还是尽速议和为好。中国方面就是尽最大的努力，也不再能把日本的军事胜利扭转过来。因此首先需要顾及这种情况。中国政府迟延议和的时间越久，中国国家解体的危险也越大。”显然，德国是在设法利用中国在战场上的困境，并通过德国的军事顾问向蒋介石施加影响，让中国接受日本的条件。
对于日本议和条件的逐步加码，德国却给予了理解。狄克逊给德外交部电（文件第536号）对日方加码的条件解释道：“我以为，从最近这几日〔日本〕在军事上的巨大胜利和中国的严重失败——如我在12月3日第3号电报第八段中所说的——看来，日本对它提出的要点加以一定的扩大，是不可避免的。”但是，日本所提的条件如此过分会招致对日本不利的时候，德国却避而不谈。德国认为“没有人能够接受这样的条件。日本应该想到将来，她会招致她自己的败亡。”陶德曼将广田弘毅的声明通知了孔祥熙，孔祥熙问陶德曼日本的要求在德国引起了什么反应？陶德曼却并没有将德国的真实看法告诉孔祥熙，而是向孔祥熙解释这些条件的来历，并且告诉他，“日本的极端分子们批评这些条件，认为太温和了。”

## 调停经过

### 第一次调停
1937年10月底，陶德曼在上海会见了即将回国的日本驻华大使川越茂，试探日本停战条件的底线。川越表示，日方的基本条件是中国必须断绝与苏联的关系，加入反共产国际协定，以及华北自治。10月21日，日本外相广田弘毅会见德国驻日大使狄克逊，表达了日本随时准备与中国直接谈判的意向。当时上海尚未全部陷落，广田提出了四个条件：
1. 中国承认满洲国
2. 华北特殊化
3. 中日共同防共
4. 中日经济提携

10月22日，陶德曼在上海会见了日本参谋本部特使马奈木敬信，商讨了一般原则。10月30日，陶德曼奉命拜会国民政府外交次长陈介，劝告中国政府与日本讲和，并表示德国愿意居间调停，并将谈话内容向柏林做了汇报。他说：“九国公约国会议不会产生有利于中国的结果，而中国与苏联签订互不侵犯条约，乃是大错特错，希望中国政府能够改变这个政策。”11月3日，也就是日军在金山卫登陆的前两天，狄克逊再度会晤广田弘毅，广田因日军在上海作已占优势而重新提出了日方议和的七项条件：
一、内蒙古在国际法下建立一个与外蒙古情形类似的自治政府；
二、在华北沿满洲国边境至平津铁路线以南一点建立一个非军事区，在这个非军事区里，由中国的警察和官吏维持秩序。假如和约立即缔结，则华北的全部行政都交给南京政府，只有一个条件，就是要委派一个亲日的首长；假如现在不能缔结和约，因此有必要在华北建立一个新的行政机构，他们将……行政继续至以后和约缔结的时候；
三、上海建立一个比现在更大的非军事区。由国际警察管制。其他不变更；
四、停止反日政策仅指履行1935年在南京谈判时所提出的那些要求（修改学校教科书等）；
五、共同反对布尔什维克主义；
六、减低对日本货物的关税；
七、尊重外侨权利。
11月5日，陶德曼将日方条件转达给蒋介石。蒋表示：如果接受日本的这些条件，中国政府必将无以立足，而共产党起而当政，对日本也是不利的。只要日本不恢复到七七事变以前的原状，他就不会接受日本的任何条件。陶德曼对蒋答复非常不满。与此同时，希特勒还通过德国顾问福根霍孙，用蒋的话反对来威胁蒋说:“如果战争拖延下去，中国经济一定会崩溃，共产党一定会取国民党的政权而代之。”蒋介石之所以拒绝，主要是他还寄希望于为日本侵华而召开的九国公约会议有制裁日本的措施，同时，上海战事胜负没有明朗化。

### 第二次调停
11月12日占领上海。20日，国民政府宣布迁都重庆。11月24日，九国公约会议草草结束，仅仅通过了一项空洞无物的决议：谴责日本企图以武力改变中国现状的政策。中国代表提出对日实行经济制裁的要求，也被大会否决。日本大大减轻了外交压力，认为这是中日单独媾和的机会。11月25日，广田弘毅再次向狄克逊表示希望德国出面调停，虽然日本在华取得节节胜利，但基本和谈条件并没有升级，希望德国把这一打算转达给中国政府。28日，德国驻华大使陶德曼在汉口会晤国民政府行政院长孔祥熙，转达了日方意见。29日，蒋介石请陶德曼来京面谈调停事宜。
11月26日，南京保卫战开始。28日，陶德曼在汉口拜访了孔祥熙，转达了广田的通知。次日，他又与中国外交部长王宠惠举行会谈，加紧对国民政府进行调停活动。在日本军事逼降和德国外交诱降双管齐下的局势下，蒋介石动摇得非常厉害，他主张“坚守”南京不是为了战略上的需要，而是等待陶德曼到南京来再作一次调停中日战争的努力。
12月2日，外交次长徐谟陪陶德曼乘船返回南京。在会见陶德曼前，蒋介石召集了在南京的军事领导人，叫徐谟列席，报告昨天陶德曼所转达的日本的条件，征求大家对日方和谈条件的意见。当时与会的高级将领，揣摹蒋的意旨，均表示日本没有要求成立华北自治政权，没有要求承认满洲國，也没有要求赔款，条件不算苛刻。蒋则认为日本提出的条件并非亡国条件，决定接受德国调停，与日本议和。12月2日下午5时，蒋介石会见了陶德曼，感谢德国为调停中日战争所进行的努力，并表示中国已准备接受调停，向他提出四点：一、以日本建议为和谈的基础；二、保持华北领土主权之完整；三、在和平谈判中，自始即由德国任中介人；四、和谈中不得涉及中国与第三国已成的协定。蒋介石请德国转达日本政府，中日举行和谈时日本政府对于所提的条件，必须绝对保密。闻听此讯，陶德曼异常兴奋，甚至急不可耐地提出了双方停战的具体步骤。
12月7日，狄克逊将德国有关调停问题所做的工作汇总为“调停史记”，提交给广田。广田声称，须征求军部的意见，才能作出回答，但根据估计，日本在南京得手之后，恐难按照一个月以前所提的条件进行谈判。狄克逊劝告说：“蒋介石如果超过所能承认的限度接受条件，他的政府必将倒台，而蒋介石政府倒台，中日战争必将持久，对日本有所不利。”

### 第三次调停
为了压迫蒋介石彻底就范，日本政府决定在攻下南京以前不作与中国政府和谈的打算。12月13日，南京沦陷，次日日本在北平成立了“中华民国临时政府”，即“华北临时政府”。12月21日，近卫文麿内阁于通过《关于日中和平交涉问题对德国驻日大使的答复》，以“最近战局的急速发展与事态的巨大变化”为由，规定了中日媾和的四项“基础条件”：
一、中国应放弃容共和反抗日、满的政策，对日、满两国的防共政策予以协助。
二、在必要地区设置非武装地带，并在该地区内的各个地方，设置特殊机构。
三、在日、满、华三国间，签订密切的经济协定。
四、中国应对（大日本）帝国赔款。
该答复的《日华媾和谈判条件细目》要求则更加苛刻：
1. 中国正式承认满洲国。
2. 中国放弃排日和反满政策。
3. 在华北和内蒙设置非武装地。
4. 华北在中国的主权之下，为实现日、满、华三国的共存共荣，应设置适当的机构，赋与广泛的权限，特别应实现日、满、华的经济合作。
5. 在内蒙古，应设立防共自治政府，其国际地位与现在的外蒙相同。
6. 中国确实采取防共政策，对日、满两国的防共政策予以协助。
7. 在华中占领地区，设置非武装地带；在上海市地区，日、华合作，负责维持治安和发展经济。
8. 日、满、华三国，在资源开发、关税、贸易、航空、通讯等方面，应签订必要的协定。

在《附记》中日方还要求：
1. 在华北、内蒙和华中的一定地区，为了起保证作用，应在必要期间内驻扎日本军队。
2. 在日、华间签订有关以上各项协定后，开始签订停战协定。[25]

23日，广田弘毅在向德国驻日大使狄克逊提示上述条件时，还补充道，假如中国接受这些基本条件，必须以反对共产主义的行动来表示诚意，蒋介石须在规定时间内派遣代表至日本政府所指定之地点。狄克逊认为，日本现在的条件远远超过11月初的条件，要中国政府接受这些条件是根本不可能的，但广田一口咬定：“这些条件已由内阁决定，上奏天皇批准，此外就没有其他方案了。”
获悉日本的第二次和平条件后，德国外长牛拉特指示陶德曼，继续进行调停中日战争的努力，并向他提出：“日方把1937年底作为中方答复期限，但德国政府已指令驻东京大使提醒日本政府，由于技术上的原因，德国居中传递信息需要一些时间。在未知悉日方和谈条件的详细内容和德方的相关态度之前，建议中国政府不要接受日本新的和平条件。”
当时，国内舆论已经注意到“中日秘密媾和”的动向，这使一直寻求对日妥协的蒋介石感到了一种“痛苦的压力”。他深知，“和议成后，政府内受国人之攻击，外受日方之继续压迫，不出一二月，政府必不能维持。”为此，蒋介石决定采取“鸵鸟政策”。
12月26日，陶德曼将日本所提的新条件转达给蒋介石，蒋推托有病，叫宋美龄和国民党政府行政院长孔祥熙代接见。孔祥熙和宋美龄看了吓一跳。孔祥熙说：“这样的条件没人能够接受了。”到了晚上，蒋看到了日本的新要求，如释重负。因为日本条件越苛刻，越能打断主和派的念想。他在日记中写道：“心为之大慰。以其条件与方式苛刻至此，我国无与考虑，亦无从接受，决置之不理，而我内部亦不必纠纷矣。”
12月27日，蒋介石再次召开国防最高会议，讨论对日和战问题，还是有人坚持议和。对日方所提出的条件，周佛海认为：鉴于中日军事实力的对比，与日本和谈是上上之策。唐生智则认为：答应日本提出的基本条件，进行和谈，是真正的亡国之举。蒋介石认为：“倭寇所提条件，等于征服与灭亡我国，与其屈服而亡，不如战败而亡。”
12月28日，国民政府召开非正式会议，讨论日本的第二次和平条件，最后一致认为中国无法接受如此屈辱的条款。蒋告知汪精卫、孔祥熙和张群，他已决定拒绝议和。29日，于右任和张群去探病，再次试图说服蒋。蒋不为所动，说：“抗战方针，不可变更，此中大难大节所关，必须以主义和本党立场之前提。”31日，在国民政府国防最高会议上，蒋介石辞去行政院长职务，专任军事委员会委员长，并决定对日方的要求暂不给予正式答复，采取拖延策略。
德国不希望调停半途而废，与日本展开了一些私下的磋商。1938年1月1日，陶德曼向中方表示：“对日本提出的条件的解释，仍有松动之处”。1月10日，陶德曼询问行政院副院长张群，有无对日方的正式答复。张群答称：“目前对日本的要求还正在研究之中。”1月13日，陶德曼向中方转达了日方的要求，限在1月15日前答复，否则，日本保留自由行动的权利。同日，国民政府外交部长王宠惠召见陶德曼声明：“经过适当考虑之后，我们觉得：改变了的条件太广泛了。因此，中国政府希望知道这些新提出的条件的性质和内容，以便仔细研究，再作确切的决定。”实际上是拒绝了日本的条件。日本方面认为这种答复“只能说明中国方面没有诚意，是在采取拖延政策”，于是在1月14日的内阁会议上达成了“不以国民政府为谈判对手”的一致意见。1月16日，广田以外相身份通告德国：日本决定放弃和谈。同日下午日本政府发表了《对华政策声明》，即第一次近卫声明。陶德曼调停以失败告终。

## 结果
自陶德曼调停失败后，日本根据与德国签订的《德意日三国军事同盟条约》为由，要求德国停止对中国的援助，并断绝与中国的关系往来。希特勒在考虑到东亚战场上日强中弱的格局后，最终选择了日本，即以日德合作完全取代了以往的中德合作布局，停止与中国的一切合作，同时德国国内亲华派失势，戈林、里宾特洛甫等极端纳粹势力得到巩固，对整个远东地缘政治布局产生深远影响。
调停失败后，中苏迅速靠拢，间接上刺激了德日同盟的团结，同时国际反法西斯战场遠東地區兩大對立陣营也初步呈现雏形。